# Cold Ash
Cold Ash är en ort och civil parish i Storbritannien.   Den ligger i kommunen West Berkshire i riksdelen England, i den södra delen av landet, 80 km väster om huvudstaden London. Cold Ash ligger 139 meter över havet och antalet invånare är 2 224.
Terrängen runt Cold Ash är huvudsakligen platt. Cold Ash ligger uppe på en höjd. Runt Cold Ash är det ganska tätbefolkat, med 239 invånare per kvadratkilometer. Närmaste större samhälle är Thatcham, 2,3 km söder om Cold Ash. Omgivningarna runt Cold Ash är en mosaik av jordbruksmark och naturlig växtlighet.